# James Hayllar

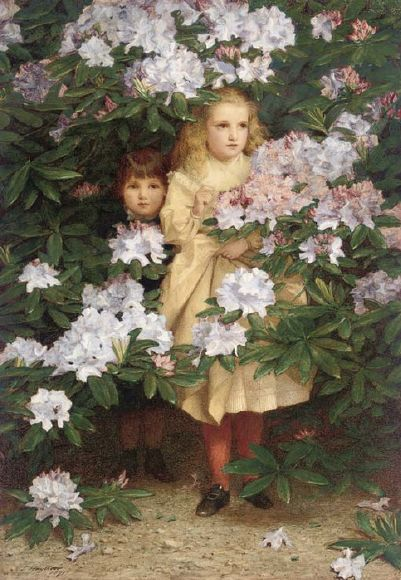
Jugant a l'amagatall

James Hayllar (1829-1920) era un pintor de gènere anglès, de retrats i de paisatges.

## Vida i treball
Hayllar va néixer en Chichester en Sussex, i va rebre la seva formació en la  Acadèmia Cary d'Art a Londres; va pintar el retrat de Cary en 1851. Va estudiar en la Reial Acadèmia d'Arts de Londres.
Hayllar va viatjar a Itàlia de 1851–53. Va exposar regularment en la Reial Acadèmia entre 1850–98, i va exposar obres també en la British Institution i en  la Societat Real d'Artistes britànics (RBA) - de la qual serà membre. Primer va ser conegut com a retratista però més tard es va dedicar a l'art de gènere, sovint presentant noies bastant joves; el seu treball es va fer molt popular. Amb George Dunlop Leslie (qui va viure en Wallingford al mateix temps), va pintar un gran retrat de la Reina Victoria per celebrar el seu Jubileu d'or en 1887 - la pintura ara penja a l'Ajuntament de Wallingford.
Va contreure matrimoni amb Edith Phoebe Cavell (1827–1899), la tia d'Edith Cavell (famosa infermera britànica afusellada pels els alemanys per "traïció" durant la Primera Guerra Mundial). Van viure en una casa anomenada  "Castle Priory" en Wallingford al costat del riu Tàmesi de 1875–99; durant aquest temps va pintar amb freqüència escenes de vida del poble. El matrimoni va tenir nou fills, quatre homes i cinc femelles, dels quals quatre d'ells (curiosament quatre de les dones) van ser reconeguts artistes. Després de la mort de la seva dona en 1899, es va traslladar a Bournemouth.

## Família
Hayllar va tenir quatre fills i cinc filles, quatre de les quals (Edith Hayllar (1860–1948), Jessica Hayllar (1858–1940), Mary Hayllar (1863–c. 1950), i Kate Hayllar (fl. 1883–1900)) van esdevenir artistes notables; totes van rebre la seva formació artística del seu pare i van exhibir en la Reial Acadèmia.